# Peridotit
Peridotit là một loại đá mácma hạt thô gồm chủ yếu là các khoáng vật olivin và pyroxen. Peridotit là một loại đá siêu mafic có hàm lượng silica dưới 45%. Đá này chứa nhiều magiê, phản ảnh thành phần olivin giàu magnesi và một lượng sắt đáng kể. Peridotit có nguồn gốc từ manti của Trái Đất, hoặc ở dạng các khối rắn và khối vỡ vụn hoặc ở dạng kết tinh từ mácma trong manti. Thành phần của peridotit trong phức hợp mácma phân lớp này thay đổi lớn do tỉ lệ của pyroxen, cromit, plagioclase, và amphibol.
Peridotit là đá phổ biến trong phần trên cùng của manti. Thành phần của các hạch peridotit được tìm thấy trong một số loại bazan và ống kimberlit nhất định, vì các dạng cấu tạo này cung cấp các mẫu đá về manti của Trái Đất ở độ sâu khoảng 30 km hoặc đến độ sâu ít nhất là 200 km. Một số hạch chứa các tỉ lệ đồng vị của osmi và các nguyên tố khác khi Trái Đất được hình thành, và vì nó cung cấp các dấu hiệu về thành phần của manti Trái Đất thời buổi ban đầu và các phức hợp của các quá trình liên quan đến nó.
Tên gọi peridotite có nguồn gốc từ loại đá peridot, một loại đá chứa olivin màu lục nhạt.